# Kaiseraugst
Kaiseraugst est une commune suisse du canton d'Argovie, située dans le district de Rheinfelden.

## Histoire

Vue aérienne (1963).

La commune de Kaiseraugst compte sur son territoire la ville romaine d'Augusta Raurica. Le village lui-même a été bâti au IVe siècle par les armées alamanes sur le Rhin pour servir de protection aux habitants de la ville.

## Monuments et curiosités

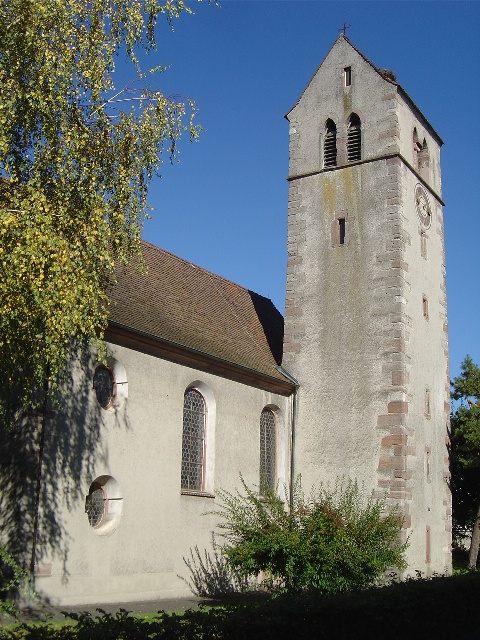
Église paroissiale Saint-Gall

L'église paroissiale Saint-Gall (rite vieux-catholique) est constituée d'un chœur rectangulaire gothique à une nef et pour le reste d'éléments de style baroque. Les fresques de style gothique tardif avec scènes de la vie de la vierge et de saint Gall, mises au jour en 1960-61, remontent à 1460 et sont attribuées à l'école de Konrad Witz. L'église a remplacé un sanctuaire paléochrétien à abside. Les bases d'un baptistère du IVe ou Ve s. ont été dégagées en 1964-65.
Le castrum rauracense a été édifié vers l'an 300 pour remplacer la cité d'Augusta Rauricorum (> Augst). Une grande partie de l'enceinte trapézoïdale a été dégagée.

## Industrie
En 1962, la Société d'ingénieurs-conseils Motor-Columbus développe un projet de centrale thermique au mazout qui pourrait être construite à Kaiseraugst et qui profiterait du Rhin pour le système de refroidissement. En 1966, à la suite des oppositions suscitées par le projet de centrale thermique, Motor-Columbus présente un projet de construction de centrale nucléaire,. D'abord doté d'un système de refroidissement à eau, le projet est ensuite doté d'un système de refroidissement à air en 1972 après que l'Office fédéral de la protection des eaux a jugé que les quantités d'eau à disposition étaient insuffisantes. Une première grande manifestation a lieu à Bâle le 30 novembre 1973 et une première occupation de quelques jours se déroule en décembre de la même année. Le site est ensuite occupé pendant 11 semaines par les opposants au projet en 1975,. Le projet est finalement abandonné officiellement en 1988.